# Logoport

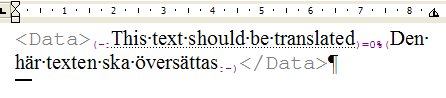
Exempel på färdigöversatt Logoport-segmenterad text i Word 2000. Data-taggarna är formaterade med formatmallen LogoportDoNotTranslate

Logoport är ett översättningsverktyg från lokaliseringskoncernen Lionbridge Technologies Inc. Verktyget är ett översättningsminne, men inte en översättningsautomat. Klientdelen av verktyget är ett tillägg till Microsoft Word som kommunicerar med en databas där översättningarna lagras. På samma sätt som i Trados-baserade system öppnar översättaren ett s.k. "segment" som sedan lagras i databasen. När ett nytt segment öppnas kontrollerar verktyget om ett identiskt eller liknande segment redan finns i databasen, och i så fall hämtas den översättningen till den lokala datorn.
Verktyget är kostnadsfritt för de översättare som arbetar åt Lionbridge eller underleverantörer. Till skillnad från SDL Trados kan en enskild översättare eller byrå inte använda verktyget i egna projekt.

## Teknik
De Word-dokument som översättaren arbetar i segmenteras på nästan exakt samma sätt som i SDL Trados. De formatmallar som används för att formatera start- och sluttaggarna har andra namn, och de tecken som används är (-: respektive :-) istället för {0> respektive <0} som i Trados-segmenterade dokument. Den stora skillnaden jämfört med Trados är att Logoport-användaren måste vara ansluten till den centrala Logoport-databasen, och att samtliga översättare som arbetar i samma projekt kan använda varandras översättningar så snart de lagrats i databasen.